# NGC 7034
NGC 7034 هي مجرة إهليلجية تبعد حوالي 380 مليون سنة ضوئية في كوكبة الفرس الأعظم (كوكبة). وهو جزء من زوج من المجرات التي تحتوي على مجرة قريبة NGC 7033 . تم اكتشافه من قبل عالم الفلك ألبرت مارث في 17 سبتمبر 1863.

## وصلات خارجية
- NGC 7034 على موقع ويكي سكاي: DSS2, SDSS, GALEX, IRAS, Hydrogen α, X-Ray, Astrophoto, Sky Map, Articles and images